# Торрака
Торрака (італ. Torraca) — муніципалітет в Італії, у регіоні Кампанія,  провінція Салерно.
Торрака розташована на відстані близько 330 км на південний схід від Рима, 145 км на південний схід від Неаполя, 100 км на південний схід від Салерно.
Населення — 1280 осіб (2014).

## Демографія
Населення за роками:

Станом на 1 січня 2023 року в муніципалітеті офіційно проживало 12 іноземців з 10 країн, серед них 6 громадян країн Євросоюзу та 1 громадянин України.

## Сусідні муніципалітети
- Казалетто-Спартано
- Сапрі
- Торторелла
- Вібонаті